# Saison 2011-2012 du FC Sochaux-Montbéliard
Maillots
Chronologie
Saison précédente Saison suivante
La saison 2011-2012 du FC Sochaux-Montbéliard est la 64e saison du club de football en Ligue 1 et va voir le club participer à sa dixième compétition européenne : la ligue Europa 2011-2012. Meneur de jeu ayant marqué le club, Mehmed Baždarević prend les rênes de l'équipe et succède à Francis Gillot au poste d'entraîneur.

## Transferts

### Mercato d'été
| Date       | Nom                    | Nationalité | Modalité                         | Provenance/Destination   | Division            |
| Arrivées   |                        |             |                                  |                          |                     |
| 31 mai     | Sloan Privat           | France      | Retour de prêt                   | Clermont Foot            | Ligue 2             |
| 31 mai     | Frédéric Duplus        | France      | Retour de prêt                   | Vannes OC                | Ligue 2             |
| 31 mai     | Ivan Stevanović        | Serbie      | Retour de prêt                   | Partizan Belgrade        | Super Liga          |
| 31 mai     | Vaclav Svěrkoš         | Tchéquie    | Retour de prêt                   | Paniónios GSS            | Superleague Elláda  |
| 17 juin    | Sébastien Roudet       | France      | Signé libre (3 ans)              | RC Lens                  | Ligue 1             |
| 29 juin    | Steven Mouyokolo       | France      | Prêt avec option d'achat (1 an)  | Wolverhampton Wanderers  | Premier League      |
| 30 juin    | Sébastien Corchia      | France      | Transfert (1,8M€, 4 ans) (4 ans) | Le Mans FC               | Ligue 2             |
| 16 juillet | Papa Demba Camara      | Sénégal     | Contrat stagiaire (2 ans)        | Sporting Portugal        | Liga Sagres         |
| 31 août    | Abdoul Razzagui Camara | France      | Transfert (1,4M€, 4 ans)         | Stade rennais            | Ligue 1             |
| Départs    |                        |             |                                  |                          |                     |
| 31 mai     | Badara Sène            | Sénégal     | Fin de contrat                   |                          |                     |
| 31 mai     | Boukary Dramé          | Sénégal     | Fin de contrat                   | Chievo Vérone            | Serie A             |
| 30 mai     | Jacques Faty           | Sénégal     | Fin de contrat                   | Sivasspor                | Spor Toto Süper Lig |
| 31 mai     | Matthieu Dreyer        | France      | Fin de contrat                   | Fréjus-Saint-Raphaël     | National            |
| 31 mai     | Geoffrey Tulasne       | France      | Fin de contrat                   |                          |                     |
| 24 juin    | Nicolas Maurice-Belay  | France      | Fin de contrat                   | FC Girondins de Bordeaux | Ligue 1             |
| 7 juillet  | Ivan Stevanović        | Serbie      | Contrat résilié                  |                          |                     |
| 7 juillet  | Brown Ideye            | Nigeria     | Transfert (9M€)                  | Dynamo Kiev              | Premier-Liga        |
| 7 juillet  | Maxime Josse           | France      | Transfert gratuit                | PFC Litex Lovetch        | D1 Bulgare          |
| 12 août    | Vaclav Svěrkoš         | Tchéquie    | Transfert gratuit (4 ans)        | Banik Ostrava            | Gambrinus liga      |
| 31 août    | Frédéric Duplus        | France      | Prêt sans O.A. (1 an)            | En Avant Guingamp        | Ligue 2             |

### Mercato d'hiver
| Date        | Nom             | Nationalité   | Modalité                       | Provenance/Destination   | Division    |
| Arrivées    |                 |               |                                |                          |             |
| 1er janvier | Charlie Davies  | États-Unis    | Retour de prêt                 | D.C. United              | MLS         |
| 17 janvier  | Thierry Doubaï  | Côte d'Ivoire | Prêt 6 mois avec O.A. (1,5 M€) | Udinese Calcio           | Serie A     |
| 19 janvier  | Yaya Banana     | Cameroun      | Transfert (1,1 M€ ; 4,5 an)    | Espérance de Tunis       | Ligue I Pro |
| 30 janvier  | King Osanga     | Nigeria       | Transfert (1,5 an)             | Étoile sportive du Sahel | Ligue I Pro |
| Départs     |                 |               |                                |                          |             |
| 9 janvier   | Quentin Pereira | France        | ? (3 ans et demi)              | Stade de Reims           | Ligue 2     |
| 18 janvier  | Kévin Anin      | France        | Transfert (2,5M€)              | OGC Nice                 | Ligue 1     |

## Trophée du joueur du mois
- août 2011 : Ryad Boudebouz
- septembre 2011:  Sébastien Corchia
- octobre 2011: Ryad Boudebouz
- novembre 2011: Teddy Richert
- décembre 2011: Teddy Richert
- janvier 2012: Édouard Butin
- février 2012: Marvin Martin
- mars 2012: Édouard Butin
- avril 2012: Modibo Maïga
- mai 2012: Ryad Boudebouz
- Joueur de la saison 2011-2012 : Marvin Martin [11]

## Détail des matchs

### Matchs de préparation
| Match de préparation 1 9 juillet 2011 | FC Sochaux-Montbéliard    | 2-4 | Dijon FCO (L1)                                   | 18:00 - Stade Doussot, Saint-Vit                  |                                                   |
|                                       | Nogueira 72e · Privat 75e |     | Jovial 20e · Thil 33e · Paulle 79e · Caceres 80e | Spectateurs : 2,000 Arbitrage : Sébastien Moreira | Spectateurs : 2,000 Arbitrage : Sébastien Moreira |
|                                       | Rapport                   |     |                                                  | Spectateurs : 2,000 Arbitrage : Sébastien Moreira | Spectateurs : 2,000 Arbitrage : Sébastien Moreira |

| Match de préparation 2 16 juillet 2011 | FC Sochaux-Montbéliard | 1-1 | US Créteil-Lusitanos (National) | 18:00 - Stade Paul-Weber, Niederbronn-les-Bains |                                              |
|                                        | Privat 18e             |     | Marques 89e                     | Spectateurs : 1,500 Arbitrage : M. Schneider    | Spectateurs : 1,500 Arbitrage : M. Schneider |
|                                        | Rapport                |     |                                 | Spectateurs : 1,500 Arbitrage : M. Schneider    | Spectateurs : 1,500 Arbitrage : M. Schneider |

| Match de préparation 3 20 juillet 2011 | Stade rennais (L1) | 0-2 | FC Sochaux-Montbéliard | 18:00 - Stade de la route de Lorient, Rennes      |                                                   |
|                                        |                    |     | Maïga 6e 19e           | Spectateurs : 4,343 Arbitrage : Bartolomeu Varela | Spectateurs : 4,343 Arbitrage : Bartolomeu Varela |
|                                        | Rapport            |     |                        | Spectateurs : 4,343 Arbitrage : Bartolomeu Varela | Spectateurs : 4,343 Arbitrage : Bartolomeu Varela |

| Match de préparation 4 23 juillet 2011 | FC Sochaux-Montbéliard  | 2-0 | AJ Auxerre (L1) | 18:00 - Stade Paul-Martin, Tavaux                |                                                  |
|                                        | Martin 59e · Privat 62e |     |                 | Spectateurs : 1,300 Arbitrage : Alexandre Castro | Spectateurs : 1,300 Arbitrage : Alexandre Castro |
|                                        | Rapport                 |     |                 | Spectateurs : 1,300 Arbitrage : Alexandre Castro | Spectateurs : 1,300 Arbitrage : Alexandre Castro |

| Match de préparation 5 27 juillet 2011 | FC Sochaux-Montbéliard | 2-2 | FK Velez Mostar (Bosnie)     | 19:00 - Stade Roger-Serzian, Belfort              |                                                   |
|                                        | Privat 26e · Dias 86e  |     | Rovcanin 29e · Hasanovic 47e | Spectateurs : 1,700 Arbitrage : Sébastien Moreira | Spectateurs : 1,700 Arbitrage : Sébastien Moreira |
|                                        | Rapport                |     |                              | Spectateurs : 1,700 Arbitrage : Sébastien Moreira | Spectateurs : 1,700 Arbitrage : Sébastien Moreira |

| Match de préparation 7 30 juillet 2011 | AS Nancy-Lorraine (L1) | 0-0 | FC Sochaux-Montbéliard | 18:00 - Stade de La Colombière, Épinal     |
|                                        |                        |     |                        | Spectateurs : 2,000 Arbitrage : M. Leonard |
|                                        | Rapport                |     |                        |                                            |

### Ligue 1

#### Matchs allers
| Journée 1 6 août 2011 11e place 1 point | Olympique de Marseille          | 2-2 | FC Sochaux-Montbéliard                                                 | 21:00 - Stade Vélodrome, Marseille                |                                                   |
|                                         | Mbia 16e · Lucho 38e · Rémy 74e |     | Corchia 20e · Martin 31e · Martin 58e · Nogueira 70e · Peybernes 90+1e | Spectateurs : 41,102 Arbitrage : Alexandre Castro | Spectateurs : 41,102 Arbitrage : Alexandre Castro |
|                                         | Rapport                         |     |                                                                        | Spectateurs : 41,102 Arbitrage : Alexandre Castro | Spectateurs : 41,102 Arbitrage : Alexandre Castro |

| Journée 2 13 août 2011 11e place 1 point | FC Sochaux-Montbéliard | 1-2 | SM Caen                             | 19:00 - Stade Auguste-Bonal, Montbéliard       |                                                |
|                                          | Boudebouz 93e          |     | Hamouma 15e · Vandam 37e · Frau 67e | Spectateurs : 12,137 Arbitrage : Benoît Millot | Spectateurs : 12,137 Arbitrage : Benoît Millot |
|                                          | Rapport                |     |                                     | Spectateurs : 12,137 Arbitrage : Benoît Millot | Spectateurs : 12,137 Arbitrage : Benoît Millot |

| Journée 3 21 août 2011 8e place 4 points | AS Nancy-Lorraine                             | 1-2 | FC Sochaux-Montbéliard                                             | 17:00 - Stade Marcel-Picot, Nancy                |                                                  |
|                                          | Hadji 36e · Hadji 67e (pen.) · André Luiz 63e |     | Martin 26e · Peybernes 53e · Privat 64e · Carlão 65e · Perquis 89e | Spectateurs : 15,126 Arbitrage : Stéphane Lannoy | Spectateurs : 15,126 Arbitrage : Stéphane Lannoy |
|                                          | Rapport                                       |     |                                                                    | Spectateurs : 15,126 Arbitrage : Stéphane Lannoy | Spectateurs : 15,126 Arbitrage : Stéphane Lannoy |

| Journée 4 28 août 2011 6e place 7 points | FC Sochaux-Montbéliard                                         | 2-1 | AS Saint-Étienne                                      | 17:00 - Stade Auguste-Bonal, Montbéliard           |                                                    |
|                                          | Boudebouz 6e · Martin 37e · Boudebouz 42e (pen.) · Corchia 85e |     | Aubameyang 35e · Marchal 57e · Paulão 66e · Saadi 86e | Spectateurs : 12,183 Arbitrage : Bartolomeu Varela | Spectateurs : 12,183 Arbitrage : Bartolomeu Varela |
|                                          | Rapport                                                        |     |                                                       | Spectateurs : 12,183 Arbitrage : Bartolomeu Varela | Spectateurs : 12,183 Arbitrage : Bartolomeu Varela |

| Journée 5 10 septembre 2011 6e place 8 points | FC Sochaux-Montbéliard                         | 1-1 | FC Lorient                                                | 19:00 - Stade Auguste-Bonal, Montbéliard       |                                                |
|                                               | Maïga 10e · Perquis 34e · Butin 41e · Anin 42e |     | Aliadière 75e · Emeghara 81e · Mareque 84e · Emeghara 88e | Spectateurs : 10,031 Arbitrage : Wilfried Bien | Spectateurs : 10,031 Arbitrage : Wilfried Bien |
|                                               | Rapport                                        |     |                                                           | Spectateurs : 10,031 Arbitrage : Wilfried Bien | Spectateurs : 10,031 Arbitrage : Wilfried Bien |

| Journée 6 17 septembre 2011 8e place 9 points | Lille OSC                                                                 | 2-2 | FC Sochaux-Montbéliard                                             | 21:00 - Stadium Nord Lille Métropole, Villeneuve-d'Ascq |                                                        |
|                                               | Debuchy 37e · Mavuba 38e · Pedretti 49e · Debuchy 55e · Hazard 78e (pen.) |     | Peybernes 35e · Bakambu 70e · Butin 77e · Perquis 82e · Privat 86e | Spectateurs : 16,776 Arbitrage : Jean-Charles Cailleux  | Spectateurs : 16,776 Arbitrage : Jean-Charles Cailleux |
|                                               | Rapport                                                                   |     |                                                                    | Spectateurs : 16,776 Arbitrage : Jean-Charles Cailleux  | Spectateurs : 16,776 Arbitrage : Jean-Charles Cailleux |

| Journée 7 21 septembre 2011 9e place 9 points | FC Sochaux-Montbéliard                | 2-6 | Stade rennais | 19:00 - Stade Auguste-Bonal, Montbéliard        |                                                 |
|                                               | Butin 24e · Maïga 41e · Peybernes 68e |     | Montaño 22e (pen.) · Tettey 31e · Kana-Biyik 35e · Danzé 37e · Féret 51e · Hadji 69e (pen.) · Montaño 37e · Kembo-Ekoko 90+5e | Spectateurs : 10,477 Arbitrage : Benoît Bastien | Spectateurs : 10,477 Arbitrage : Benoît Bastien |
|                                               | Rapport                               |     | | Spectateurs : 10,477 Arbitrage : Benoît Bastien | Spectateurs : 10,477 Arbitrage : Benoît Bastien |

| Journée 8 25 septembre 2011 12e place 9 points | AJ Auxerre                                  | 4-1 | FC Sochaux-Montbéliard | 17:00 - Stade de l'Abbé-Deschamps, Auxerre   |                                              |
|                                                | Traoré 7e · Traoré 51e · Oliech 52e 63e 67e |     | Maïga 2e               | Spectateurs : 8,437 Arbitrage : Saïd Ennjimi | Spectateurs : 8,437 Arbitrage : Saïd Ennjimi |
|                                                | Rapport                                     |     |                        | Spectateurs : 8,437 Arbitrage : Saïd Ennjimi | Spectateurs : 8,437 Arbitrage : Saïd Ennjimi |

| Journée 9 1er octobre 2011 10e place 12 points | FC Sochaux-Montbéliard     | 3-0 | Toulouse FC                | 19:00 - Stade Auguste-Bonal, Montbéliard           |                                                    |
|                                                | Maïga 9e 87e · Bakambu 90e |     | Traoré 45+1e · Rivière 68e | Spectateurs : 10,142 Arbitrage : Sébastien Desiage | Spectateurs : 10,142 Arbitrage : Sébastien Desiage |
|                                                | Rapport                    |     |                            | Spectateurs : 10,142 Arbitrage : Sébastien Desiage | Spectateurs : 10,142 Arbitrage : Sébastien Desiage |

| Journée 10 16 octobre 2011 11e place 12 points | Valenciennes FC                           | 3-0 | FC Sochaux-Montbéliard | 17:00 - Stade du Hainaut, Valenciennes            |                                                   |
|                                                | Aboubakar 43e · Kadir 71e · Aboubakar 75e |     |                        | Spectateurs : 13,498 Arbitrage : Alexandre Castro | Spectateurs : 13,498 Arbitrage : Alexandre Castro |
|                                                | Rapport                                   |     |                        | Spectateurs : 13,498 Arbitrage : Alexandre Castro | Spectateurs : 13,498 Arbitrage : Alexandre Castro |

| Journée 11 22 octobre 2011 10e place 13 points | FC Sochaux-Montbéliard    | 1-1 | Evian Thonon Gaillard FC               | 19:00 - Stade Auguste-Bonal, Montbéliard        |                                                 |
|                                                | Butin 51e · Boudebouz 85e |     | Poulsen 42e · Wass 46e · Angoula 90+2e | Spectateurs : 12,331 Arbitrage : Antony Gautier | Spectateurs : 12,331 Arbitrage : Antony Gautier |
|                                                | Rapport                   |     |                                        | Spectateurs : 12,331 Arbitrage : Antony Gautier | Spectateurs : 12,331 Arbitrage : Antony Gautier |

| Journée 12 30 octobre 2011 11e place 14 points | OGC Nice                                                                                                 | 1-1 | FC Sochaux-Montbéliard                                                    | 17 h 00 - Stade du Ray, Nice                 |                                              |
|                                                | Pentecôte 15e · Mouloungui 30e · Civelli 35e · Mouloungui 36e · Clerc 39e · Mounier 56e · Hellebuyck 63e |     | Poujol 31e · Boudebouz 35e (pen.) · Butin 40e · Boudebouz 56e · Maïga 65e | Spectateurs : 8 714 Arbitrage : Saïd Ennjimi | Spectateurs : 8 714 Arbitrage : Saïd Ennjimi |
|                                                | Rapport                                                                                                  |     |                                                                           | Spectateurs : 8 714 Arbitrage : Saïd Ennjimi | Spectateurs : 8 714 Arbitrage : Saïd Ennjimi |

| Journée 13 6 novembre 2011 11e place 17 points | FC Sochaux-Montbéliard                                             | 2-1 | Olympique lyonnais                        | 17 h 00 - Stade Auguste-Bonal, Montbéliard    |                                               |
|                                                | Anin 8e · Cissokho 10e (csc) · Nogueira 29e · Boudebouz 43e (pen.) |     | Lacazette 14e · Réveillère 58e · Koné 85e | Spectateurs : 14 611 Arbitrage : Pascal Viléo | Spectateurs : 14 611 Arbitrage : Pascal Viléo |
|                                                | Rapport                                                            |     |                                           | Spectateurs : 14 611 Arbitrage : Pascal Viléo | Spectateurs : 14 611 Arbitrage : Pascal Viléo |

| Journée 14 20 novembre 2011 11e place 17 points | Stade brestois 29                                           | 2-0 | FC Sochaux-Montbéliard                                  | 17 h 00 - Stade Francis-Le Blé, Brest          |                                                |
|                                                 | Lorenzi 45e · Grougi 68e (pen.) · Poyet 80e · Martial 90+2e |     | Carlão 45+1e · Corchia 50e · Peybernes 66e · Sauget 87e | Spectateurs : 12 920 Arbitrage : Wilfried Bien | Spectateurs : 12 920 Arbitrage : Wilfried Bien |
|                                                 | Rapport                                                     |     |                                                         | Spectateurs : 12 920 Arbitrage : Wilfried Bien | Spectateurs : 12 920 Arbitrage : Wilfried Bien |

| Journée 15 26 novembre 2011 11e place 17 points | FC Sochaux-Montbéliard | 1-3 | Montpellier HSC    | 19 h 00 - Stade Auguste-Bonal, Montbéliard       |                                                  |
|                                                 | Camara 84e             |     | Giroud 50e 87e 89e | Spectateurs : 11 941 Arbitrage : Stéphane Lannoy | Spectateurs : 11 941 Arbitrage : Stéphane Lannoy |
|                                                 | Rapport                |     |                    | Spectateurs : 11 941 Arbitrage : Stéphane Lannoy | Spectateurs : 11 941 Arbitrage : Stéphane Lannoy |

| Journée 16 3 décembre 2011 ?e place 18 points | Dijon FCO                                 | 0-0 | FC Sochaux-Montbéliard       | 19 h 00 - Stade Gaston-Gérard, Dijon               |                                                    |
|                                               | Jovial 64e · Grégory 78e · Varrault 90+1e |     | Nogueira 60e · Peybernes 70e | Spectateurs : 13 165 Arbitrage : Sébastien Desiage | Spectateurs : 13 165 Arbitrage : Sébastien Desiage |
|                                               | Rapport                                   |     |                              | Spectateurs : 13 165 Arbitrage : Sébastien Desiage | Spectateurs : 13 165 Arbitrage : Sébastien Desiage |

| Journée 17 10 décembre 2011 ?e place 18 points | FC Sochaux-Montbéliard | 0-1 | Paris SG                                          | 19 h 00 - Stade Auguste-Bonal, Montbéliard       |                                                  |
|                                                | Roudet 58e             |     | Gameiro 20e · Bodmer 37e · Jallet 70e · Tiene 88e | Spectateurs : 16 098 Arbitrage : Philippe Malige | Spectateurs : 16 098 Arbitrage : Philippe Malige |
|                                                | Rapport                |     |                                                   | Spectateurs : 16 098 Arbitrage : Philippe Malige | Spectateurs : 16 098 Arbitrage : Philippe Malige |

| Journée 18 18 décembre 2011 16e place 18 points | Girondins de Bordeaux | 1-0 | FC Sochaux-Montbéliard | 17 h 00 - Stade Chaban-Delmas, Bordeaux        |                                                |
|                                                 | Sané 22e · Plašil 75e |     | Bréchet 74e            | Spectateurs : 23 700 Arbitrage : Fredy Fautrel | Spectateurs : 23 700 Arbitrage : Fredy Fautrel |
|                                                 | Rapport               |     |                        | Spectateurs : 23 700 Arbitrage : Fredy Fautrel | Spectateurs : 23 700 Arbitrage : Fredy Fautrel |

| Journée 19 20 décembre 2011 19e place 18 points | FC Sochaux-Montbéliard | 0-2 | AC Ajaccio                                                           | 19 h 00 - Stade Auguste-Bonal, Montbéliard       |                                                  |
|                                                 | Sauget 78e             |     | Bouhours 53e · André 65e · Socrier 68e · Mostefa 78e · Mostefa 90+2e | Spectateurs : 9 296 Arbitrage : Alexandre Castro | Spectateurs : 9 296 Arbitrage : Alexandre Castro |
|                                                 | Rapport                |     |                                                                      | Spectateurs : 9 296 Arbitrage : Alexandre Castro | Spectateurs : 9 296 Arbitrage : Alexandre Castro |

#### Matchs retours
| Journée 20 14 janvier 2012 19e place 18 points | AS Saint-Étienne        | 1-0 | FC Sochaux-Montbéliard | 21 h 00 - Stade Geoffroy-Guichard, Saint-Étienne |                                                 |
|                                                | Ruffier 43e · Zouma 77e |     | Martin 43e             | Spectateurs : 20 222 Arbitrage : Clément Turpin  | Spectateurs : 20 222 Arbitrage : Clément Turpin |
|                                                | Rapport                 |     |                        | Spectateurs : 20 222 Arbitrage : Clément Turpin  | Spectateurs : 20 222 Arbitrage : Clément Turpin |

| Journée 21 28 janvier 2012 19e place 19 points | FC Lorient | 1-1 | FC Sochaux-Montbéliard   | 19 h 00 - Stade du Moustoir, Lorient           |                                                |
|                                                | Romao 63e  |     | Martin 40e · Bakambu 80e | Spectateurs : 15 563 Arbitrage : Benoît Millot | Spectateurs : 15 563 Arbitrage : Benoît Millot |
|                                                | Rapport    |     |                          | Spectateurs : 15 563 Arbitrage : Benoît Millot | Spectateurs : 15 563 Arbitrage : Benoît Millot |

| Journée 23 11 février 2012 20e place 19 points | Stade rennais | 1-0 | FC Sochaux-Montbéliard | 18 h 00 - Stade de la route de Lorient, Rennes     |                                                    |
|                                                | Erding 16e    |     |                        | Spectateurs : 17 177 Arbitrage : Nicolas Rainville | Spectateurs : 17 177 Arbitrage : Nicolas Rainville |
|                                                | Rapport       |     |                        | Spectateurs : 17 177 Arbitrage : Nicolas Rainville | Spectateurs : 17 177 Arbitrage : Nicolas Rainville |

| Journée 24 18 février 2012 20e place 20 points | FC Sochaux-Montbéliard | 0-0 | AJ Auxerre   | 19 h 00 - Stade Auguste-Bonal, Montbéliard         |                                                    |
|                                                | Martin 66e             |     | Mandjeck 55e | Spectateurs : 12 136 Arbitrage : Sébastien Desiage | Spectateurs : 12 136 Arbitrage : Sébastien Desiage |
|                                                | Rapport                |     |              | Spectateurs : 12 136 Arbitrage : Sébastien Desiage | Spectateurs : 12 136 Arbitrage : Sébastien Desiage |

| Journée 22 22 février 2012 20e place 20 points | FC Sochaux-Montbéliard  | 0-1 | Lille OSC            | 18 h 30 - Stade Auguste-Bonal, Montbéliard     |                                                |
|                                                | Butin 24e · Perquis 45e |     | Payet 10e · Roux 76e | Spectateurs : 15 052 Arbitrage : Benoît Millot | Spectateurs : 15 052 Arbitrage : Benoît Millot |
|                                                | Rapport                 |     |                      | Spectateurs : 15 052 Arbitrage : Benoît Millot | Spectateurs : 15 052 Arbitrage : Benoît Millot |

| Journée 25 26 février 2012 20e place 20 points | Toulouse FC                                                             | 2-0 | FC Sochaux-Montbéliard | 17 h 00 - Stadium, Toulouse                       |                                                   |
|                                                | Abdennour 9e · Rivière 44e · Abdennour 48e · Rivière 55e · M'Bengue 56e |     | Martin 40e             | Spectateurs : 11 351 Arbitrage : Alexandre Castro | Spectateurs : 11 351 Arbitrage : Alexandre Castro |
|                                                | Rapport                                                                 |     |                        | Spectateurs : 11 351 Arbitrage : Alexandre Castro | Spectateurs : 11 351 Arbitrage : Alexandre Castro |

| Journée 26 3 mars 2012 20e place 21 points | FC Sochaux-Montbéliard | 1-1 | Valenciennes FC        | 19 h 00 - Stade Auguste-Bonal, Montbéliard     |                                                |
|                                            | Isimat-Mirin 77e (csc) |     | Pujol 69e · Bong 90+1e | Spectateurs : 11 069 Arbitrage : Wilfried Bien | Spectateurs : 11 069 Arbitrage : Wilfried Bien |
|                                            | Rapport                |     |                        | Spectateurs : 11 069 Arbitrage : Wilfried Bien | Spectateurs : 11 069 Arbitrage : Wilfried Bien |

| Journée 37 17 mai 2012 15e place 39 points | SM Caen                                 | 1-3 | FC Sochaux-Montbéliard                                                                      | 21 h 00 - Stade Michel-d'Ornano, Caen         |                                               |
|                                            | Montaroup 25e · Nivet 58e · Hamouma 60e |     | Privat 26e · Poujol 39e · Doubaï 55e · Privat 66e · Poujol 70e · Richert 81e · Doubaï 90+4e | Spectateurs : 17 191 Arbitrage : Saïd Ennjimi | Spectateurs : 17 191 Arbitrage : Saïd Ennjimi |
|                                            | Rapport                                 |     |                                                                                             | Spectateurs : 17 191 Arbitrage : Saïd Ennjimi | Spectateurs : 17 191 Arbitrage : Saïd Ennjimi |

| Journée 38 20 mai 2012 | FC Sochaux-Montbéliard | 1-0 | Olympique de Marseille | 21 h 00 - Stade Auguste-Bonal, Montbéliard    |                                               |
|                        | Boudebouz 55e          |     | Mbia 85e               | Spectateurs : 18 636 Arbitrage : Tony Chapron | Spectateurs : 18 636 Arbitrage : Tony Chapron |
|                        | Rapport                |     |                        | Spectateurs : 18 636 Arbitrage : Tony Chapron | Spectateurs : 18 636 Arbitrage : Tony Chapron |

### Ligue Europa

#### Barrage
| Barrage Aller 18 août 2011 | Metalist Kharkiv | 0-0 | FC Sochaux-Montbéliard | 21 h 30 - Stade Metalist, Kharkiv |                                |
|                            | Fininho 39e      |     | Anin 60e · Perquis 62e | Arbitrage : Stefan Johannesson    | Arbitrage : Stefan Johannesson |
|                            | rapport          |     |                        | Arbitrage : Stefan Johannesson    | Arbitrage : Stefan Johannesson |

| Barrage Retour 25 août 2011 Buts cumulés 0:4 Dont à l'extérieur 0:4 | FC Sochaux-Montbéliard                     | 0-4 | Metalist Kharkiv                                                                                   | 20 h 45 - stade Auguste-Bonal, Montbéliard                 |                                                            |
|                                                                     | Martin 7e · Anin 45+1e · Nogueira 57e, 80e |     | Sosa 6e · Cristaldo 11e · Edmar 13e · Cristaldo 40e · Taison 51e · Torsiglieri 55e · Horyainov 55e | Spectateurs : 8 739 Arbitrage : Eduardo Iturralde González | Spectateurs : 8 739 Arbitrage : Eduardo Iturralde González |
|                                                                     | rapport                                    |     | | Spectateurs : 8 739 Arbitrage : Eduardo Iturralde González | Spectateurs : 8 739 Arbitrage : Eduardo Iturralde González |

### Coupe de la ligue
| Huitième de finale 26 octobre 2011 | OGC Nice                          | 2-1 | FC Sochaux-Montbéliard               | 20 h 50 - Stade du Ray, Nice                     |                                                  |
|                                    | Pentecôte 39e 56e · Fernandez 87e |     | Perquis 4e · Sauget 72e · Camara 79e | Spectateurs : 6 432 Arbitrage : Hervé Piccirillo | Spectateurs : 6 432 Arbitrage : Hervé Piccirillo |
|                                    | Rapport                           |     |                                      | Spectateurs : 6 432 Arbitrage : Hervé Piccirillo | Spectateurs : 6 432 Arbitrage : Hervé Piccirillo |

### Coupe de France
| 32e de finale 7 janvier 2012 | SC Bastia (L2)                                                | 4-1 | FC Sochaux-Montbéliard   | 20 h 45 - Stade Armand-Cesari, Furiani       |                                              |
|                              | Choplin 1re · Suarez 13e · Mary 28e · Suarez 70e · Khazri 74e |     | Mikari 57e · Bakambu 90e | Spectateurs : 9 000 Arbitrage : Ruddy Buquet | Spectateurs : 9 000 Arbitrage : Ruddy Buquet |
|                              | Rapport                                                       |     |                          | Spectateurs : 9 000 Arbitrage : Ruddy Buquet | Spectateurs : 9 000 Arbitrage : Ruddy Buquet |